# Kościół Narodzenia Najświętszej Maryi Panny w Kozłowie
Kościół pw. Narodzenia Najświętszej Maryi Panny w Kozłowie – rzymskokatolicki kościół parafialny znajdujący się we wsi Kozłów, w województwie świętokrzyskim. Należy do dekanatu małogoskiego diecezji kieleckiej.

## Historia
Kościół parafialny pw. Narodzenia Najświętszej Maryi Panny został wybudowany w 1515 r. w miejscu dawnej, drewnianej świątyni.
W połowie XVI w. wraz z przyjęciem wierzeń braci polskich przez ówczesnych właścicieli wsi – Szafranskich, zostaje zmieniony w zbór. Około roku 1622 świątynia wróciła w ręce katolików. W 1644 r. z inicjatywy ówczesnego dziedzica Piotra Tęgoborskiego kościół został rozbudowany i odnowiony. Konsekrowany w 1648 r. przez kanonika Mikołaja Świderskiego otrzymał tytuł Narodzenia Najświętszej Maryi Panny i św. Mikołaja.
W 1927 r. budynek świątyni wraz z dzwonnicą i plebanią został zniszczony w wyniku pożaru. W latach 1928–1939 sukcesywnie odbudowywany.
Najcenniejszym zabytkiem kościoła jest boczny ołtarz w formie renesansowego poliptyku z wizerunkiem św. Mikołaja w polu środkowym, powstały na początku XVII w. Inne cenne zabytki to obraz Matki Bożej z Dzieciątkiem w srebrnej sukience w ołtarzu głównym, szacowany na XVII w. oraz epitafia z XVII i XIX w.

## Galeria

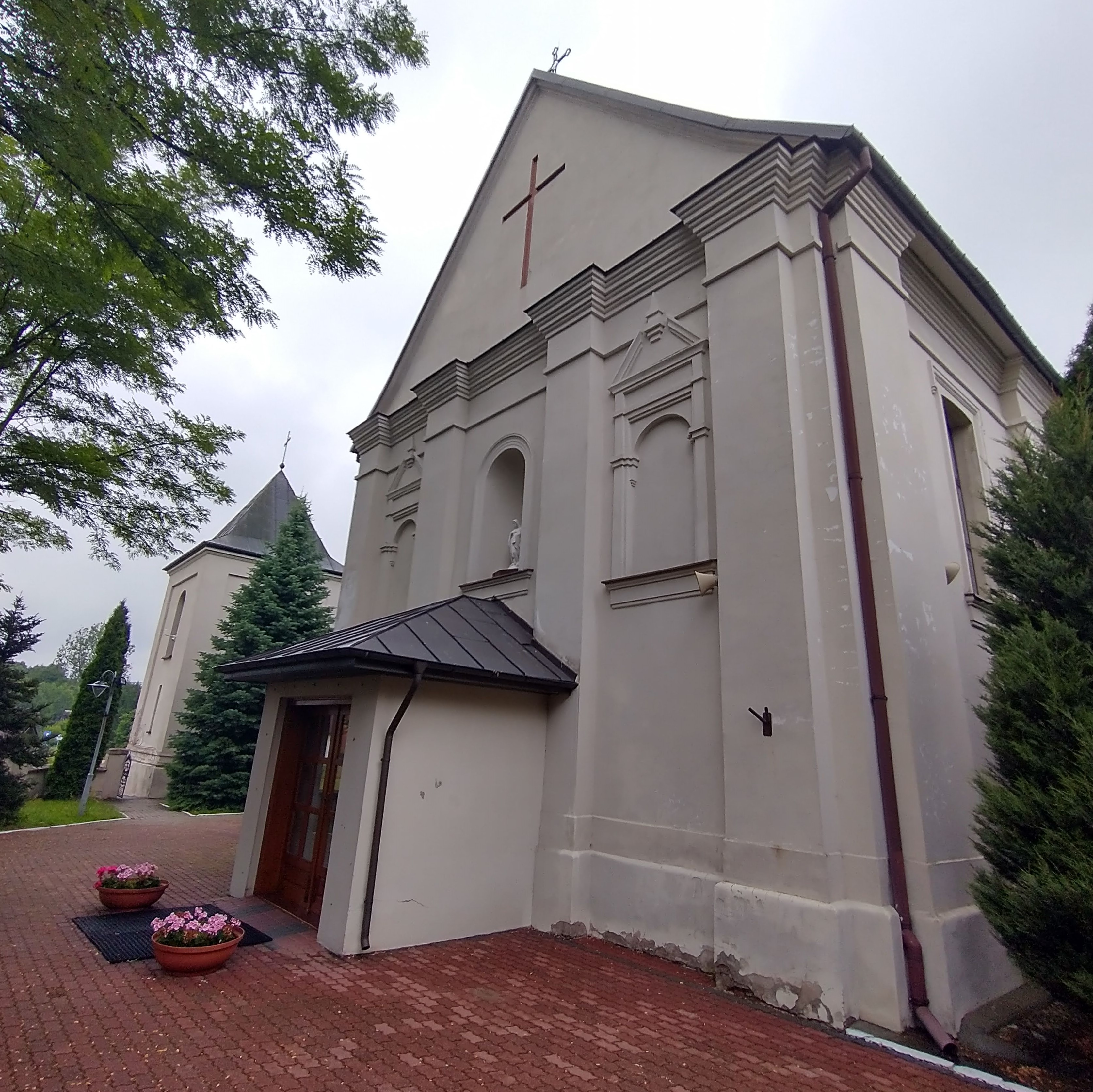
Elewacja wejściowa
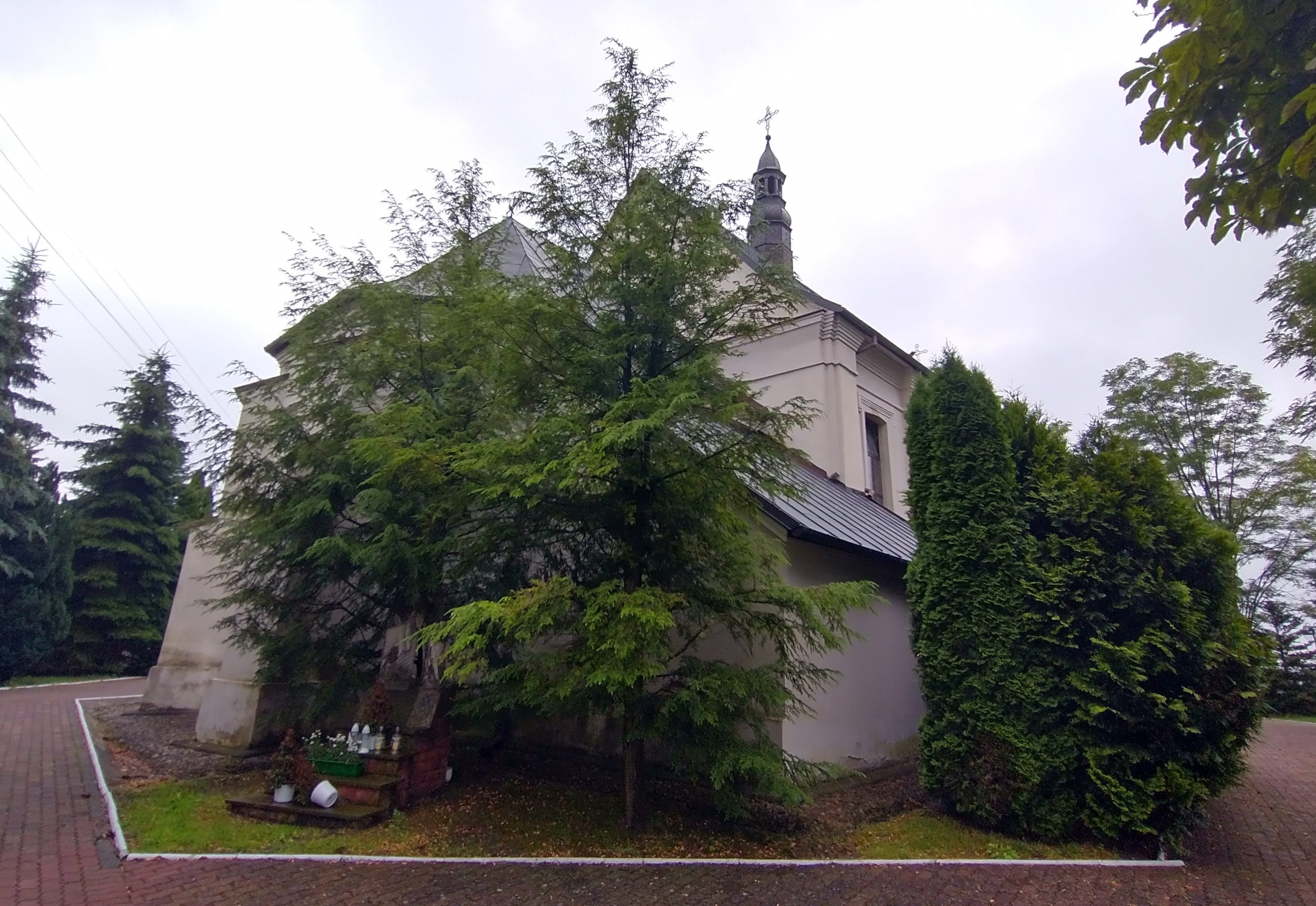
Widok od strony prezbiterium